# Marele Premiu al Turciei din 2021
Marele Premiu al Turciei din 2021 (cunoscut oficial ca Formula 1 Rolex Turkish Grand Prix 2021) a fost o cursă de Formula 1 care s-a desfășurat între 8 și 10 octombrie 2021 pe İstanbul Park, Turcia. Cursa a fost cea de-a șaisprezecea etapă a Campionatului Mondial de Formula 1 din 2021. Lewis Hamilton, pilotul Mercedes, a stabilit cel mai rapid timp pe tur în calificări, dar a început de pe locul 11 după aplicarea penalizărilor pe grilă. Acest lucru l-a promovat pe coechipierul său, Valtteri Bottas, în pole position. Bottas a câștigat cursa, cu cel mai rapid tur, piloții Red Bull, Max Verstappen și Sergio Pérez, terminând pe locurile 2 și 3.

## Clasamente

### Calificări
| Poz.                  | Nr. | Pilot              | Constructor               | Timpi calificări | Timpi calificări | Timpi calificări | Grila finală |
| Poz.                  | Nr. | Pilot              | Constructor               | Q1               | Q2               | Q3               | Grila finală |
| --------------------- | --- | ------------------ | ------------------------- | ---------------- | ---------------- | ---------------- | ------------ |
| 1                     | 44  | Lewis Hamilton     | Mercedes                  | 1:24,585         | 1:23,082         | 1:22,868         | 11           |
| 2                     | 77  | Valtteri Bottas    | Mercedes                  | 1:25,047         | 1:23,579         | 1:22,998         | 1            |
| 3                     | 33  | Max Verstappen     | Red Bull Racing-Honda     | 1:24,592         | 1:23,732         | 1:23,196         | 2            |
| 4                     | 16  | Charles Leclerc    | Ferrari                   | 1:24,869         | 1:24,015         | 1:23,265         | 3            |
| 5                     | 10  | Pierre Gasly       | AlphaTauri-Honda          | 1:24,704         | 1:23,817         | 1:23,326         | 4            |
| 6                     | 14  | Fernando Alonso    | Alpine-Renault            | 1:25,174         | 1:23,914         | 1:23,477         | 5            |
| 7                     | 11  | Sergio Pérez       | Red Bull Racing-Honda     | 1:24,963         | 1:23,961         | 1:23,706         | 6            |
| 8                     | 4   | Lando Norris       | McLaren-Mercedes          | 1:25,138         | 1:24,642         | 1:23,954         | 7            |
| 9                     | 18  | Lance Stroll       | Aston Martin-Mercedes     | 1:25,511         | 1:24,601         | 1:24,305         | 8            |
| 10                    | 22  | Yuki Tsunoda       | AlphaTauri-Honda          | 1:25,409         | 1:24,054         | 1:24,368         | 9            |
| 11                    | 5   | Sebastian Vettel   | Aston Martin-Mercedes     | 1:25,787         | 1:24,795         | N/A              | 10           |
| 12                    | 31  | Esteban Ocon       | Alpine-Renault            | 1:25,422         | 1:24,842         | N/A              | 12           |
| 13                    | 63  | George Russell     | Williams-Mercedes         | 1:25,417         | 1:25,007         | N/A              | 13           |
| 14                    | 47  | Mick Schumacher    | Haas-Ferrari              | 1:25,555         | 1:25,200         | N/A              | 14           |
| 15                    | 55  | Carlos Sainz Jr.   | Ferrari                   | 1:25,177         | Fără timp        | N/A              | 19           |
| 16                    | 3   | Daniel Ricciardo   | McLaren-Mercedes          | 1:25,881         | N/A              | N/A              | 20           |
| 17                    | 6   | Nicholas Latifi    | Williams-Mercedes         | 1:26,086         | N/A              | N/A              | 15           |
| 18                    | 99  | Antonio Giovinazzi | Alfa Romeo Racing-Ferrari | 1:26,430         | N/A              | N/A              | 16           |
| 19                    | 7   | Kimi Räikkönen     | Alfa Romeo Racing-Ferrari | 1:27,525         | N/A              | N/A              | 17           |
| 20                    | 9   | Nikita Mazepin     | Haas-Ferrari              | 1:28,449         | N/A              | N/A              | 18           |
| Regula 107%: 1:30,505 |     |                    |                           |                  |                  |                  |              |
| Sursa:                |     |                    |                           |                  |                  |                  |              |

Note
- ^1 – Lewis Hamilton a primit o penalizare de 10 locuri pe grila de start pentru depășirea numărului de elemente ale motorului.[6]
- ^2 – Carlos Sainz Jr. a fost nevoit să înceapă din spatele grilei pentru depășirea numărului de elemente ale motorului.[7][8]
- ^3 – Daniel Ricciardo a fost nevoit să înceapă din spatele grilei pentru depășirea numărului de elemente ale motorului.[9]

### Cursa
| Poz.                                                                | Nr. | Pilot              | Constructor               | Tururi | Timp/Retras | Puncte |
| ------------------------------------------------------------------- | --- | ------------------ | ------------------------- | ------ | ----------- | ------ |
| 1                                                                   | 77  | Valtteri Bottas    | Mercedes                  | 58     | 1:31:04,103 | 26     |
| 2                                                                   | 33  | Max Verstappen     | Red Bull Racing-Honda     | 58     | +14,584     | 18     |
| 3                                                                   | 11  | Sergio Pérez       | Red Bull Racing-Honda     | 58     | +33,741     | 15     |
| 4                                                                   | 16  | Charles Leclerc    | Ferrari                   | 58     | +37,814     | 12     |
| 5                                                                   | 44  | Lewis Hamilton     | Mercedes                  | 58     | +41,812     | 10     |
| 6                                                                   | 10  | Pierre Gasly       | AlphaTauri-Honda          | 58     | +44,292     | 8      |
| 7                                                                   | 4   | Lando Norris       | McLaren-Mercedes          | 58     | +47,213     | 6      |
| 8                                                                   | 55  | Carlos Sainz Jr.   | Ferrari                   | 58     | +51,526     | 4      |
| 9                                                                   | 18  | Lance Stroll       | Aston Martin-Mercedes     | 58     | +1:22,018   | 2      |
| 10                                                                  | 31  | Esteban Ocon       | Alpine-Renault            | 57     | +1 tur      | 1      |
| 11                                                                  | 99  | Antonio Giovinazzi | Alfa Romeo Racing-Ferrari | 57     | +1 tur      |        |
| 12                                                                  | 7   | Kimi Räikkönen     | Alfa Romeo Racing-Ferrari | 57     | +1 tur      |        |
| 13                                                                  | 3   | Daniel Ricciardo   | McLaren-Mercedes          | 57     | +1 tur      |        |
| 14                                                                  | 22  | Yuki Tsunoda       | AlphaTauri-Honda          | 57     | +1 tur      |        |
| 15                                                                  | 63  | George Russell     | Williams-Mercedes         | 57     | +1 tur      |        |
| 16                                                                  | 14  | Fernando Alonso    | Alpine-Renault            | 57     | +1 tur      |        |
| 17                                                                  | 6   | Nicholas Latifi    | Williams-Mercedes         | 57     | +1 tur      |        |
| 18                                                                  | 5   | Sebastian Vettel   | Aston Martin-Mercedes     | 57     | +1 tur      |        |
| 19                                                                  | 47  | Mick Schumacher    | Haas-Ferrari              | 56     | +2 tururi   |        |
| 20                                                                  | 9   | Nikita Mazepin     | Haas-Ferrari              | 56     | +2 tururi   |        |
| Cel mai rapid tur: Valtteri Bottas (Mercedes) – 1:30,432 (turul 58) |     |                    |                           |        |             |        |
| Sursa:                                                              |     |                    |                           |        |             |        |

| Loc    | 1  | 2  | 3  | 4  | 5  | 6 | 7 | 8 | 9 | 10 | CMRT |
| Puncte | 25 | 18 | 15 | 12 | 10 | 8 | 6 | 4 | 2 | 1  | 1    |

Note
- ^1 – Include un punct pentru cel mai rapid tur.

## Clasamentele campionatelor după cursă
|           | Poz. | Pilot           | Puncte |
| --------- | ---- | --------------- | ------ |
| 1         | 1    | Max Verstappen  | 262,5  |
| 1         | 2    | Lewis Hamilton  | 256,5  |
| Unchanged | 3    | Valtteri Bottas | 177    |
| Unchanged | 4    | Lando Norris    | 145    |
| Unchanged | 5    | Sergio Pérez    | 135    |
| Sursa:    |      |                 |        |

|           | Poz. | Constructor           | Puncte |
| --------- | ---- | --------------------- | ------ |
| Unchanged | 1    | Mercedes              | 433,5  |
| Unchanged | 2    | Red Bull Racing-Honda | 397,5  |
| Unchanged | 3    | McLaren-Mercedes      | 240    |
| Unchanged | 4    | Ferrari               | 232,5  |
| Unchanged | 5    | Alpine-Renault        | 104    |
| Sursa:    |      |                       |        |

- Notă: Doar primele cinci locuri sunt prezentate în ambele clasamente.